# Гусев, Михаил Викторович
Михаи́л Ви́кторович Гу́сев (29 мая 1934, Москва — 11 июля 2005, Москва) — советский и российский микробиолог, эколог. Декан биологического факультета МГУ (1973—2005).

## Биография
Родился в Москве в семье поэта и драматурга Виктора Михайловича Гусева (1909—1944) и учительницы Нины Петровны Степановой (1908—1987). Отчим — писатель и драматург Константин Яковлевич Финн.
В 1952 году поступил на биолого-почвенный факультет Московского государственного университета (МГУ) им. М. В. Ломоносова.
В 1957 году окончил кафедру микробиологии по специальности физиология растений. В 1959 году поступил в аспирантуру биолого-почвенного факультета МГУ.
В 1963 году под руководством академика АН СССР В. Н. Шапошникова защитил кандидатскую диссертацию по специальности «Микробиология» на тему «Фотосинтез и отношение к кислороду некоторых синезелёных водорослей».
В 1971 году защитил докторскую диссертацию на тему «Сравнительно-физиологический анализ взаимодействия прокариотных фототрофов с молекулярным кислородом». В 1965 — присвоено учёное звание доцента, в 1974 — профессора по кафедре микробиологии. Основная специальность — микробиология. Общий стаж педагогической деятельности — 44 года.

Семейное захоронение Гусевых на Новодевичьем кладбище Москвы

Скончался 11 июля 2005 года. Похоронен в Москве на Новодевичьем кладбище рядом с отцом и дедом.

## Научно-преподавательская деятельность
М. В. Гусев — учёный в области клеточной физиологии, исследователь физиологии и биохимии фототрофных микроорганизмов (фотосинтез и дыхание, деградация и старение, физиологическая экология и т. д.). Им впервые показана анаэробная природа некоторых цианобактерий и возможность использования ими органических веществ с помощью механизмов, не связанных с окислением. Разработана классификация форм жизни по типу их взаимодействия с молекулярным кислородом. Обнаружены новые типы дыхания и обоснована концепция о путях формирования дыхательного метаболизма. М. В. Гусев является основоположником эволюционной геронтологии. Совместно с коллегами им созданы и изучены искусственные ассоциации цианобактерий с клетками высших растений, что важно для развития биотехнологии и клеточной инженерии. Он предложил концепцию биоцентрического подхода к биологии, биотехнологии, политике, истории, системе просвещения, как альтернативного антропоцентрическому, что послужило основой создания нового научного направления — интегративной биологии.

## Административная деятельность
- 1973—2005 — Декан Биологического факультета МГУ им. М. В. Ломоносова (рекорд для естественных факультетов МГУ по сроку ведения должности). На посту декана способствовал созданию на факультете ряда новых подразделений, в том числе Международного биотехнологического центра, Экологического центра, Центра молекулярной медицины, сектора биополитических проблем, лаборатории эволюционной геронтологии, а также факультета фундаментальной медицины, факультета биоинженерии и биоинформатики.
- 1976—1984 — заведующий кафедрой физиологии растений.
- 1984—2005 — заведующий основанной им кафедрой клеточной физиологии и иммунологии (в 2002 переименована в кафедру физиологии микроорганизмов).

Председатель Учёного совета биологического факультета МГУ, член Учёного Совета МГУ.
Представлял РФ в Комиссии по биологическому образованию Международного союза биологических наук при ЮНЕСКО (1986—1997).
Возглавлял Учебно-методическое объединение биологических факультетов университетов России.
Главный редактор журнала «Вестник Московского университета» Сер. 16, «Биология», член редакционной коллегии международного журнала «Symbiosis». Член Немецкой ассоциации друзей Московского университета (DAMU).

## Увлечения
Автор нескольких сборников стихов. Автор пьес и участник театральных постановок.
Редкий знаток истории отечественной, особенно биологической, науки.
Страстный футбольный болельщик, любимая команда — «Динамо» (Москва).

## Семья
Жена — доктор биологических наук Галина Николаевна Болдырева. Сын — спортивный телекомментатор Виктор Гусев.

## Награды и звания
- Орден «Знак Почёта» (1976);
- Орден Дружбы (1998);
- Орден Почёта (2005);
- Академик РАЕН (2002);
- Лауреат премии имени М. В. Ломоносова (МГУ, 1995) — за педагогическую работу;
- Премия Правительства РФ в области образования (2001);
- Лауреат Государственной премии СССР (1988);
- Медаль «Ветеран труда» (1987);
- Заслуженный деятель науки РСФСР;
- Стипендиат Государственной научной стипендии;
- Заслуженный профессор МГУ.

## Основные труды
- Гусев М. В. Биология синезеленых водорослей: Лекции / М-во высш. и сред. спец. образования СССР. Науч.-метод. кабинет по заоч. и вечернему обучению Моск. гос. ун-та им. М. В. Ломоносова. — М.: Изд-во МГУ, 1968. — 102 с.
- Гусев М. В., Никитина А. А. Цианобактерии: (Физиология и метаболизм). — М.: Наука, 1979. — 228 с. — 950 экз.
- Гусев М. В., Гохлернер Г. Б. Свободный кислород и эволюция клетки: Теорет. исслед. / Под ред. В. П. Скулачева. — М.: Изд-во МГУ, 1980. — 224 с.
- Учебник «Микробиология» (1-е, 2-е, 3-е, 4-е, издания). — М.: Изд. МГУ, 1973, 1978. 1992, 2004 (соавт. Минеева Л. А.);
- Gusev, M.V., Korzhenevskaya, T.G., Pyvovarova, L.V., Baulina O.I., Butenko R.G. 1986. Introduction of a nitrogen-fixing cyanobacteriura into tobacco shoot regenerates //Planta.V. 167. P. 1-8;
- Gusev, M.V. and Korzhenevskaya, T.G. 1990. Artificial associations // Handbook of Symbiotic Cyanobacteria/A.N. Rai (ed.). CRC Press, Boca Raton:Florida. P. 173—230;
- Гусев M. B. От антропоцентризма к биоцентризму // Вест. Моск. ун-та. 1992. Сер. 7, Философия, № 5.
- Gusev M.V., Baulina O.I., Gorelova O.A., Lobakova E.S., Korzhenevskaya T.G. 2002. Artificial Cyanobacterium-Plant Symbioses // Cyanobacteria symbiosis/ A.N. Rai, BBergman, U.Rasmussen (eds.). Kluwer Acad. Publ: Dortmoot. P. 253—313.
- Гусев М. В. и др. (1995—2005) Терминологический словарь (тезаурус) Гуманитарная биология. Изд. МГУ /в печати/;
- Учебник «Микробиология» (5-е издание), из серии «Классический университетский учебник». Изд. «Академия», 2005 (соавт. Минеева Л. А.).

Профессором М. В. Гусевым опубликовано свыше 350 научных работ, 3 монографии, 4 учебных пособия, учебник «Микробиология». Также издан сборник стихов «Избранное» (М, 1997).